# Jaime de Nevares
Jaime Francisco de Nevares SDB (* 29. Januar 1915 in Buenos Aires; † 19. Mai 1995 in Neuquén) war ein argentinischer Ordensgeistlicher und römisch-katholischer Bischof.

## Kirchliche Laufbahn
Jaime de Nevares trat 1945 in die Ordensgemeinschaft der Salesianer Don Boscos ein. Nach den philosophisch-theologischen Studien empfing er am 25. November 1951 die Priesterweihe.
Am 12. Juni 1961 berief ihn Papst Johannes XXIII. zum ersten Bischof des neuerrichteten Bistums Neuquén. Die Bischofsweihe spendete ihm der Bischof von Comodoro Rivadavia, Carlos Mariano Pérez Eslava SDB, am 20. August desselben Jahres. Mitkonsekratoren waren der Bischof von Viedma, José Borgatti SDB, und der Bischof von Morón, Miguel Raspanti SDB.
Er nahm an allen vier Sitzungsperioden des Zweiten Vatikanischen Konzils und 1968 an der Lateinamerikanischen Bischofskonferenz (CELAM) in Medellín (Kolumbien) teil. Am 14. Mai 1991 nahm Papst Johannes Paul II. seinen altersbedingten Rücktritt an und er ging als Pfarrer in die Pfarrei San Cayetano mitten im Industriepark.
2011 ehrte das Bistum Neuquén den verstorbenen Bischof mit einer sechs Meter hohen Statue, die der lokale Künstler Aldo Beroiza geschaffen hatte.

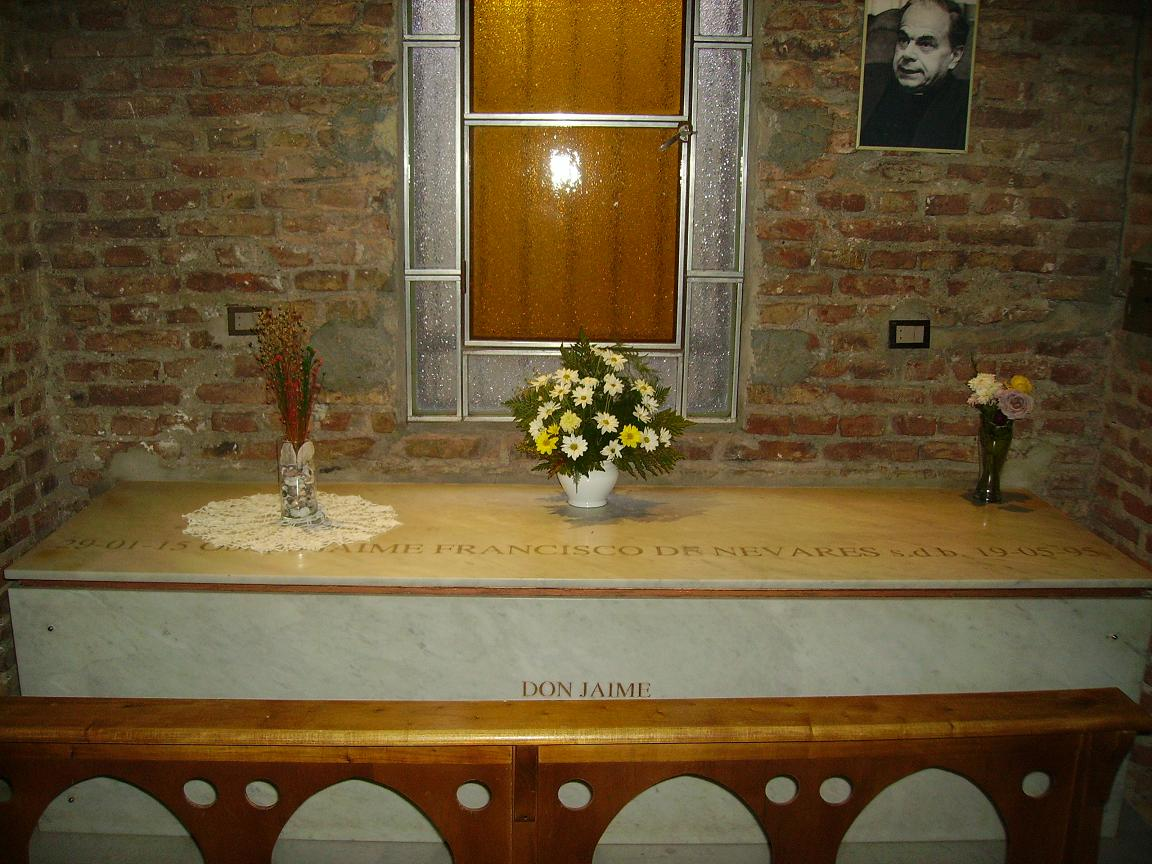
Grabmal Jaime de Nevares

## Soziales und politisches Engagement
Jaime de Nevares war Mitbegründer der Ständigen Versammlung für die Menschenrechte und der Ökumenischen Menschenrechtsbewegung, die sich für die im Laufe des Schmutzigen Krieges (1974–1983) verschwundenen Personen und ihre Angehörigen einsetzten. 1983 und 1984 war er Mitglied der CONADEP, der nach dem Ende der Militärdiktatur (1976–1983) ins Leben gerufenen Untersuchungskommission. Sein offenes Eintreten gegen die Diktatur hatte ihn innerhalb der argentinischen Bischofskonferenz zunehmend isoliert.
Als Bischof war de Nevares stark von der Option für die Armen beeinflusst. In seiner Diözese gründete er Indigenen-, Migranten- und Sozialpastoralteams und setzte sich insbesondere für die Rechte der in der Provinz Neuquén lebenden Mapuche ein.
Am 10. April 1994 wurde de Nevares für die Provinz Neuquén mit absoluter Mehrheit in den Verfassungskonvent zur Reform der Argentinischen Verfassung gewählt. Er legte das Amt aus Gewissensgründen später nieder.